# Tetracaína
Tetracaína é um potente anestésico local, utilizado topicamente em oftalmologia e em raquianestesia.